# خزام
خزام یک منطقهٔ مسکونی در امارات متحده عربی است که در امارت رأس‌الخیمه واقع شده‌است. خزام ۲۹ متر بالاتر از سطح دریا واقع شده‌است.